# Aizecourt-le-Haut
Aizecourt-le-Haut é uma comuna francesa na região administrativa de Altos da França, no departamento de Somme. Estende-se por uma área de 3,65 km². Em 2010 a comuna tinha 69 habitantes (densidade: 18,9 hab./km²).